# Arrondissement Cayenne
Das Arrondissement Cayenne ist ein Verwaltungsbezirk in Französisch-Guayana.
Es besteht seit 2022 aus 10 Gemeinden:
| Gemeinde               | Einwohner 1. Januar 2022 | Fläche km² | Dichte Einw./km² | Code INSEE | Postleitzahl |
| ---------------------- | ------------------------ | ---------- | ---------------- | ---------- | ------------ |
| Cayenne                | 63.956                   | 23,60      | 2.710            | 97302      | 97300        |
| Iracoubo               | 1.685                    | 2.762,00   | 1                | 97303      | 97350        |
| Kourou                 | 24.470                   | 2.160,00   | 11               | 97304      | 97310        |
| Macouria               | 18.807                   | 377,50     | 50               | 97305      | 97355        |
| Matoury                | 35.551                   | 137,20     | 259              | 97307      | 97351        |
| Montsinéry-Tonnegrande | 3.457                    | 600,00     | 6                | 97313      | 97356        |
| Remire-Montjoly        | 27.037                   | 46,11      | 586              | 97309      | 97354        |
| Roura                  | 3.382                    | 3.902,50   | 1                | 97310      | 97311        |
| Saint-Élie             | 157                      | 5.680,00   | 0                | 97358      | 97312        |
| Sinnamary              | 2.801                    | 1.340,00   | 2                | 97312      | 97315        |